# Рибњик (Љевице)
Рибњик (слч. Rybník) насељено је мјесто са административним статусом сеоске општине (слч. obec) у округу Љевице, у Њитранском крају, Словачка Република.

## Становништво
| Година:    | 1994. | 2004.   | 2014.   | 2024.   |
| ---------- | ----- | ------- | ------- | ------- |
| Број људи: | 1398  | 1404    | 1439    | 1385    |
| Разлика:   |       | +0,42 % | +2,49 % | -3,75 % |

| Година:    | 2023. | 2024.   |
| ---------- | ----- | ------- |
| Број људи: | 1394  | 1385    |
| Разлика:   |       | -0,64 % |

Према подацима о броју становника из 2011. године насеље је имало 1.413 становника.